# Kira Bursky
Kira Bursky est une réalisatrice, scénariste, monteuse et actrice américaine spécialisée dans les courts métrages,,. 

## Récompenses
- 2014 : Best Overall Film pour We’re Okay au All American High School Film Festival[4]

## Filmographie

### Comme réalisatrice
- 2012 : Wait In Silence (court métrage)
- 2012 : Sleepyhead (court métrage)
- 2012 : Johnny Boy (court métrage)
- 2012 : Fool's Paradise (court métrage)
- 2013 : Girly (court métrage)
- 2013 : Eating for Beginners (court métrage)
- 2013 : Clean (court métrage)
- 2013 : Bye Bye Lullaby (court métrage)
- 2013 : What Are You? (court métrage)
- 2014 : We're Okay (court métrage)
- 2014 : Demons in Disguise (court métrage)
- 2015 : Hello From Malaysia (court métrage)
- 2015 : Tree Hugger (court métrage)
- 2016 : To and From (court métrage)
- 2016 : Really Looking (court métrage)
- 2017 : Demon Pills (court métrage)
- 2017 : Closet Made of Sheets (court métrage)
- 2017 : Wild Flowers (court métrage)[5]

### Comme scénariste
- 2012 : Wait In Silence (court métrage)
- 2012 : Sleepyhead (court métrage)
- 2012 : Johnny Boy (court métrage)
- 2012 : Fool's Paradise (court métrage)
- 2013 : Girly (court métrage)
- 2013 : Eating for Beginners (court métrage)
- 2013 : Clean (court métrage)
- 2013 : Bye Bye Lullaby (court métrage)
- 2013 : What Are You? (court métrage)
- 2014 : We're Okay (court métrage)
- 2014 : Demons in Disguise (court métrage)
- 2015 : Hello From Malaysia (court métrage)
- 2015 : Tree Hugger (court métrage)
- 2016 : Really Looking (court métrage)
- 2017 : Demon Pills (court métrage)
- 2017 : Closet Made of Sheets (court métrage)
- 2017 : Wild Flowers (court métrage)

### Comme monteuse
- 2012 : Wait In Silence (court métrage)
- 2012 : Sleepyhead (court métrage)
- 2012 : Fool's Paradise (court métrage)
- 2013 : Girly (court métrage)
- 2013 : Eating for Beginners (court métrage)
- 2013 : Clean (court métrage)
- 2013 : What Are You? (court métrage)
- 2014 : We're Okay (court métrage)
- 2014 : Demons in Disguise (court métrage)
- 2015 : Tree Hugger (court métrage)
- 2016 : To and From (court métrage)
- 2016 : Really Looking (court métrage)
- 2017 : Demon Pills (court métrage)
- 2017 : Closet Made of Sheets (court métrage)
- 2017 : Wild Flowers (court métrage)

### Comme actrice
- 2012 : Johnny Boy (court métrage) : le haut-parleur (voix)
- 2016 : To and From (court métrage)
- 2016 : Really Looking (court métrage) : la mécène #7
- 2017 : Demon Pills (court métrage)
- 2017 : Closet Made of Sheets (court métrage)